# Ioulia Rybina
Ioulia Rybina (en russe : Юлия Рыбина) (née Spitsyna le 21 septembre 1988 à Belgorod) est une joueuse de volley-ball russe. Elle mesure 1,85 m et joue au poste de centrale. 

## Clubs
| Club                  | De        | À         |
| --------------------- | --------- | --------- |
| Indesit Lipetsk-2     | 2004-2005 | 2007-2008 |
| VK Voronej            | 2008-2009 | 2012-2013 |
| Sparta Nijni Novgorod | 2013-2014 | 2014-2015 |
| Indesit Lipetsk       | 2015-2016 | …         |